# Maryse Alberti
Maryse F. Alberti (* 10. März 1954 in Langon, Frankreich) ist eine französische Kamerafrau.

## Leben
Maryse Alberti kam im Alter von 19 Jahren als Au Pair nach New York City. Kurze Zeit später begann sie sich zur Fotografin ausbilden zu lassen. Ihre ersten Erfahrungen im Filmgeschäft hatte sie als Standfotografin beim Pornofilm. Später drehte sie Werbefilme und studierte am American Film Institute. Mit dem von Raúl Ruiz inszenierten The Golden Boat debütierte Alberti 1990 als Kamerafrau für einen Langspielfilm. Sie wurde drei Mal für den Independent Spirit Award nominiert, wobei sie 1999 und 2009 für ihre Arbeiten an Velvet Goldmine und The Wrestler – Ruhm, Liebe, Schmerz jeweils für die Beste Kamera ausgezeichnet wurde. Ein Schwerpunkt ihrer Arbeit liegt auf Dokumentarfilmen.

## Filmografie (Auswahl)
- 1984: Femme
- 1990: The Golden Boat
- 1991: Poison
- 1992: Zebrahead
- 1992: Zwischenfall in Oglala (Incident at Oglala, Dokumentarfilm)
- 1993: Der flämische Meister (The Dutch Master, Kurzfilm)
- 1993: Deadfall
- 1994: Berge versetzen (Moving the Mountain, Dokumentarfilm)
- 1994: Crumb (Dokumentarfilm)
- 1996: When We Were Kings (Dokumentarfilm)
- 1997: Tod einer Stripperin (Stag)
- 1998: Happiness
- 1998: Velvet Goldmine
- 2000: Joe Goulds Geheimnis (Joe Gould's Secret)
- 2000: Twilight: Los Angeles
- 2001: Ran an die Braut (Get Over It)
- 2001: Tape
- 2002: The Guys
- 2004: Wir leben nicht mehr hier (We Don’t Live Here Anymore)
- 2005: Enron: The Smartest Guys in the Room (Dokumentarfilm)
- 2007: Taxi zur Hölle (Taxi to the Dark Side, Dokumentarfilm)
- 2008: News Movie (The Onion Movie)
- 2008: Gonzo: The Life and Work of Dr. Hunter S. Thompson (Dokumentarfilm)
- 2008: The Wrestler – Ruhm, Liebe, Schmerz (The Wrestler)
- 2010: Stone
- 2010: Client 9: The Rise and Fall of Eliot Spitzer (Dokumentarfilm)
- 2012: Love, Marilyn (Dokumentarfilm)
- 2013: We Steal Secrets: Die WikiLeaks Geschichte (We Steal Secrets: The Story of WikiLeaks, Dokumentarfilm)
- 2013: The Eagles – Himmel und Hölle Kaliforniens (History of the Eagles, Dokumentarfilm)
- 2015: The Visit
- 2015: Freeheld – Jede Liebe ist gleich (Freeheld)
- 2015: Creed – Rocky’s Legacy (Creed)
- 2016: Verborgene Schönheit (Collateral Beauty)
- 2017: Das Alibi – Spiel der Macht (Chappaquiddick)
- 2018: Mein Dinner mit Hervé (My Dinner with Hervé)
- 2019: The Kitchen – Queens of Crime (The Kitchen)
- 2020: Hillbilly-Elegie (Hillbilly Elegy)
- 2021: A Journal for Jordan
- 2022: Jerry und Marge – Die Lottoprofis (Jerry & Marge Go Large)
- 2023: Krieg der Bestatter (The Burial)